# هال فوستر
هال فوستر (بالإنجليزية: Hal Foster)‏ هو صحفي أمريكي، ولد في 13 أغسطس 1955 في سياتل في الولايات المتحدة.